# 크리시오게네스균류
크리시오게네스균류(-菌類)는 크리시오게네스균문(Chrysiogenetes) 또는 산금균문에 속하는 그람-음성균 계열의 세균문이다. 1강 1목 1과에 3개 속으로 이루어져 있다.

## 하위 분류
- Chrysiogenes Macy et al., 1996 - 유일종 C. arsenatis
- Desulfurispira Sorokin & Muyzer, 2010 - 유일종 D. natronophila
- Desulfurispirillum Sorokin et al., 2010 - 2종
  - D. alkaliphilum
  - D. indicum